# Teodora Mihai
Teodora Ana Mihai (Bucarest, 4 de abril de 1981) es una directora de cine y guionista rumana residente en Bélgica. 

## Trayectoria
Nació en Bucarest el 4 de abril de 1981. Cuando Teodora tenía siete años sus padres huyeron de la Rumanía comunista en 1988 y recibieron asilo político en Bélgica. Teodora se quedó en el país como garantía para los servicios secretos de que sus padres regresarían, finalmente un año más tarde Teodora pudo reunirse con ellos en Bélgica. Reflejó su historia en el primer documental. Durante su adolescencia tuvo la oportunidad de estudiar en California, en la Escuela Secundaria Internacional Francesa Americana en San Francisco. 
Inspirada por la pasión de su padre hacia la fotografía desde que era adolescente empezó a estudiar cine y video. Estudió cine en el Sarah Lawrence College de Nueva York y al regresar a Bélgica empezó a trabajar primero como supervisora de guiones y asistenta de dirección en cine y posteriormente en televisión. 
En 2014, debutó en la dirección con el documental ‘Waiting for August’ donde cuenta la historia de Georgiana, una adolescente rumana que se queda al cuidado de sus seis hermanos, una historia que le resulta próxima de su propia experiencia.

### La civil
En 2021 estrena su primer largometraje ambientado en México: La Civil  una historia inspirada en hechos reales, una de las activistas más importantes de Tamaulipas, Miriam Rodríguez  cuya hija Karen Alejandra Salinas Rodríguez fue secuestrada en 2014 y asesinada. Miriam contó su historia a la directora y según explicó inicialmente Miahai inicialmente estaba previsto rodar un documental pero finalmente acabó siendo una largometraje de ficción sobre la historia del proceso de Miriam hasta desvelar el feminicidio. La propia Miriam fue asesinada en 2017 tras haber logrado identificar a varios de los responsables del asesinato de su hija.
La película narra la experiencia de Cielo, una madre a quien le secuestran a su hija. Al no ser apoyada por las autoridades, Cielo persigue a los miembros del cártel. En su búsqueda se enfrenta al entramado de impunidad y corrupción en México. También a la violencia de su exmarido. Su protagonista Arcelia Ramírez, fue reconocida con diez minutos de aplausos en el festival de Cannes. La película fue coproducida por Michel Franco con Teorema en colaboración con la productora Eréndira Núñez Larios y el escritor mexicano Habacuc Antonio de Rosario. Fue presentada en Un certain regard en el Festival Internacional de Cine de Cannes.
Con la misma productora belga One for the Road  está también pendiente del estreno de Los Olvidables'

## Filmografía
- Civil War Essay (2000) guion y dirección
- Waiting for August (2014) guion y dirección
- Alice (2017) corto. guion y dirección
- La civil  (2021) largometraje guion y dirección

## Premios y reconocimientos

### PorWaiting for August’
Hot Docs de Toronto, Karlovy Vary y  mención especial en el Visions du Réel